# Lockstein
Der Lockstein ist ein 687 m ü. NHN hoher Berg im Berchtesgadener Land in Bayern. Er befindet sich in der Gemeinde Berchtesgaden.

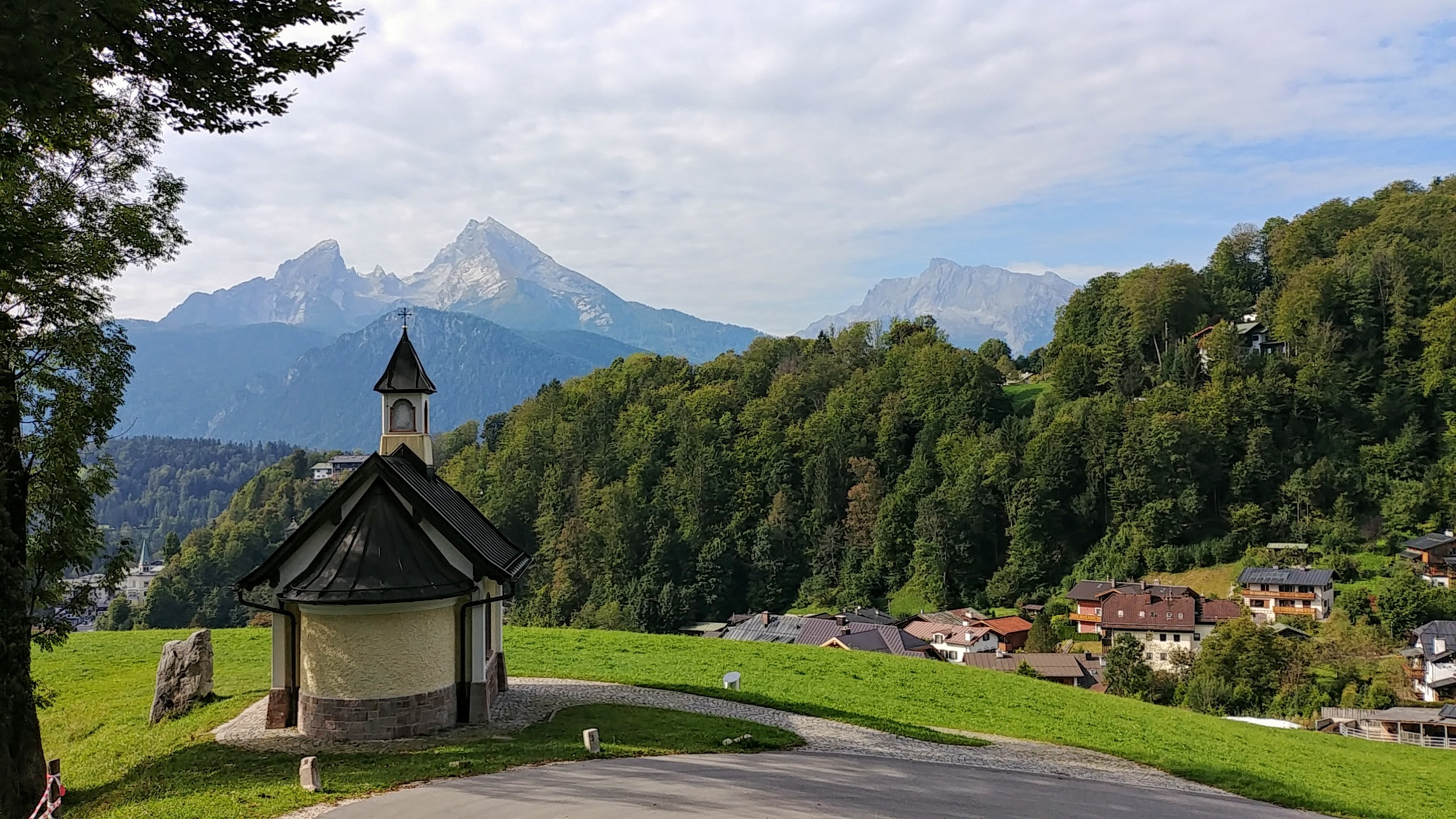
Kirchleitenkapelle am Lockstein

Der Aussichtsberg ist der Hausberg von Berchtesgaden. Etwas unterhalb des Gipfels befindet sich die Kirchleitenkapelle. Der Lockstein, bei Ludwig Ganghofer noch Lokistein genannt, (germanischer Wortursprung; erwähnt in der "Martinsklause") eine kleine Erhebung mit der Kirchleitenkapelle die heute zum Wandern einlädt. Etwas unterhalb kann man noch die hölzernen Soleleitungen -teils im Weg eingegraben- finden.